# Nadzieja Lapieszka
Nadzieja Lapieszka z d. Papok (biał. Надзея Міхайлаўна Ляпешка (Папок); ur. 26 kwietnia 1989 r. w Ptyczu) – białoruska kajakarka, dwukrotna medalistka igrzysk olimpijskich, mistrzyni świata i Europy, srebrna medalistka igrzysk europejskich, dwukrotna złota medalistka uniwersjady.

## Igrzyska olimpijskie
W 2012 roku wzięła udział na igrzyskach olimpijskich w Londynie. W zawodach czwórek razem z Iryną Pamiałową, Wolhą Chudzienką i Maryną Pautaran zdobyła brązowy medal. W finale lepsze okazały się jedynie Węgierki i Niemki.
Cztery lata później w Rio de Janeiro ponownie zdobyła brązowy medal w czwórce na dystansie 500 metrów. W porównaniu do poprzednich igrzysk nastąpiła jedna zmiana. W miejsce Iryny wstąpiła Marharyta Machniewa. W finale znowu lepsze były Węgierki i Niemki. Wzięła udział również w rywalizacji dwójek na 500 metrów razem z Maryną Litwinczuk. Udało się awansować do finału A, lecz tam zajęły szóste miejsce.